# Illusioni perdute
Illusioni perdute (Illusions perdues) è un romanzo di Honoré de Balzac,  pubblicato in tre parti (I due poeti, Un grande uomo di provincia a Parigi e Eva e David, quest'ultimo conosciuto anche come La sofferenza dell'inventore) tra il 1837 e il 1843. È dedicato a Victor Hugo.
È la decima opera delle Scene di vita di provincia (Scènes de la vie de province), il secondo degli svariati cicli narrativi dell'ambiziosa serie de La Comédie humaine. 
Tra i libri più lunghi dell'intera serie è, nel giudizio di molti scrittori e studiosi (tra cui Marcel Proust), il migliore mai scritto dall'autore.

## Trama
Tutta l'azione si svolge durante il periodo storico della Restaurazione francese, dopo la caduta di Napoleone Bonaparte. La storia racconta del fallimento esistenziale di Lucien Chardon, giovane provinciale alla ricerca d'amore e gloria; le debolezze dell'uomo di provincia, associate all'idea di eroe infelice o antieroe, sono costantemente aggravate dal contrappunto di due circoli virtuosi: la famiglia di Lucien e il cenacolo degli uomini veramente grandi, gli intellettuali del tempo.
Le illusioni perdute sono quelle di Lucien mentre affronta il mondo letterario alla ricerca di un suo futuro, ma anche quelle della famiglia nei suoi confronti, riguardanti le sue capacità e qualità personali. 

### I due poeti
La prima parte, intitolata I due poeti, è anche la più breve e si svolge in Angoulême: David, figlio di uno stampatore, è legato da una profonda amicizia con Lucien Chardon, giovane e bel ragazzo con aspirazioni da letterato.
Il padre di David, un vecchio avaro che soffre nel dover cedere la propria attività, finisce col vendere al figlio il proprio negozio a condizioni molto sfavorevoli; il ragazzo, che non ha molto gusto né capacità per gli affari, si trova ben presto sull'orlo della rovina finanziaria. Riesce tuttavia a sopravvivere grazie anche e soprattutto all'amore e alla dedizione della moglie Eva, che è anche la sorella di Lucien.
David lavora alla ricerca di un metodo segreto per la produzione di carta a basso costo e nel contempo di miglior qualità, mentre Lucien s'avvicina sempre più alle grazie d'una nobildonna, madame de Bargeton, che lo vede come un poeta di grande talento e con molte buone possibilità di sfondare nel bel mondo. La donna si vede a imitazione della Laura del Petrarca, in quanto il bel giovane ha già scritto un intero libro di sonetti in suo onore.
Introdotto nell'alta società di Angouleme, Lucien con la sua grazia ed affabilità riesce subito a conquistare tutti: uomini e donne paiono alla stessa maniera esserne rimasti affascinati. Il ragazzo, ad un certo punto, riesce finalmente a partire per Parigi assieme alla sua patrona, ed andar così alla conquista del successo. Quest'amore platonico tra un giovane uomo brillante e una matura signora sposata sarà fonte di molte delle illusioni che faranno perdere Lucien.

### Un grande uomo di provincia a Parigi

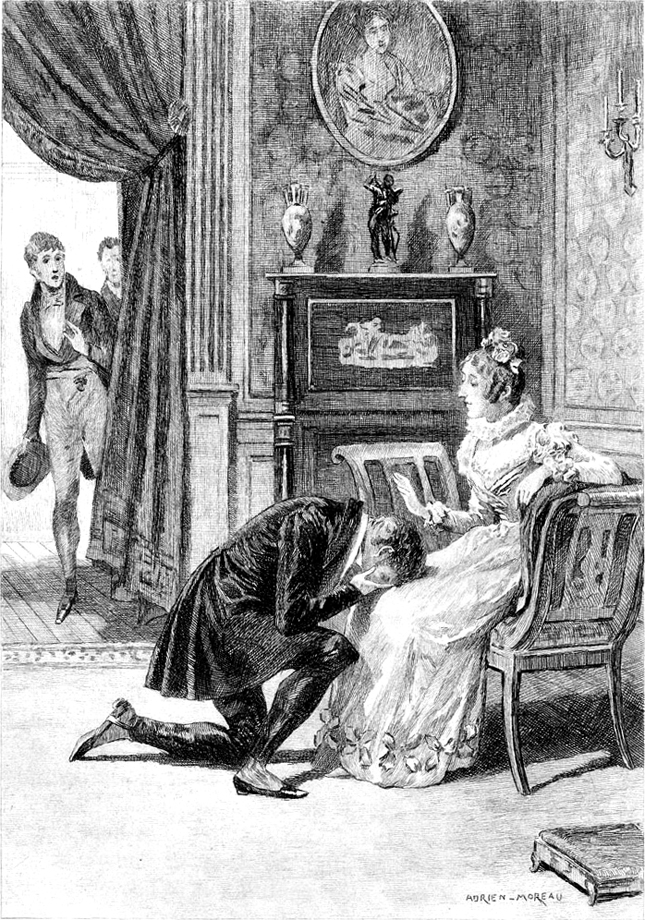
Il salotto di madame de Bargeton

La parte centrale del romanzo è anche la più ampia: Lucien appena giunto a Parigi si riconosce come un autentico miserabile di fronte all'eleganza della capitale; la sua poca familiarità con i costumi vigenti lo fanno sembrare ben ridicolo. Così facendo, i suoi primi passi nel mondo per giungere alla fama si concludono con un disastro e la stessa Bargeton pare presto intenzionata ad abbandonarlo.
I primi tentativi di far pubblicare i suoi libri si concludono con un completo insuccesso; incontra poi Arthez, un filosofo liberale che lo introduce nel cenacolo, composto da una cerchia di giovani di diverse convinzioni politiche, occupazione e estrazione sociale, che condividono però una perfetta amicizia e che dedicano tutto se stessi ad una vita ascetica interamente al servizio dell'arte o della scienza.
Lucien frequenta per un po' di tempo il cenacolo, ma, troppo impaziente per riuscir a comporre un'unica grande opera letteraria che possa rappresentare la totalità della propria vita, cede alla tentazione di darsi al giornalismo e nel mondo corrotto che vi scorge trova immediatamente un rapido successo. Lucien inizia così a firmare i propri articoli usando lo pseudonimo di Rubempré (il nome da nubile della madre).
Presto s'innamora di una giovane attrice di nome Coralie ed inizia a condurre una vita lussuosa e piena di agi. La sua ambizione lo ha portato ad interessarsi di politica e finisce per trasferirsi, dal giornale liberale in cui era ad uno fieramente monarchico: questo viene però molto malvisto nella comunità giornalistica a cui ora appartiene e i suoi vecchi amici e conoscenti non esitano nell'attaccarlo ferocemente; nel contempo i suoi nuovi colleghi non lo supportano affatto.
Ben presto Lucien si ritrova completamente screditato nell'ambito lavorativo e alla rovina economica; a ciò si deve aggiungere anche l'improvvisa morte di Coralie. Decide così finalmente di ritornare ad Angouleme, nel tentativo d'ottenere l'aiuto di David (al quale aveva precedentemente chiesto svariati aiuti finanziari, che gli erano sempre puntualmente giunti).

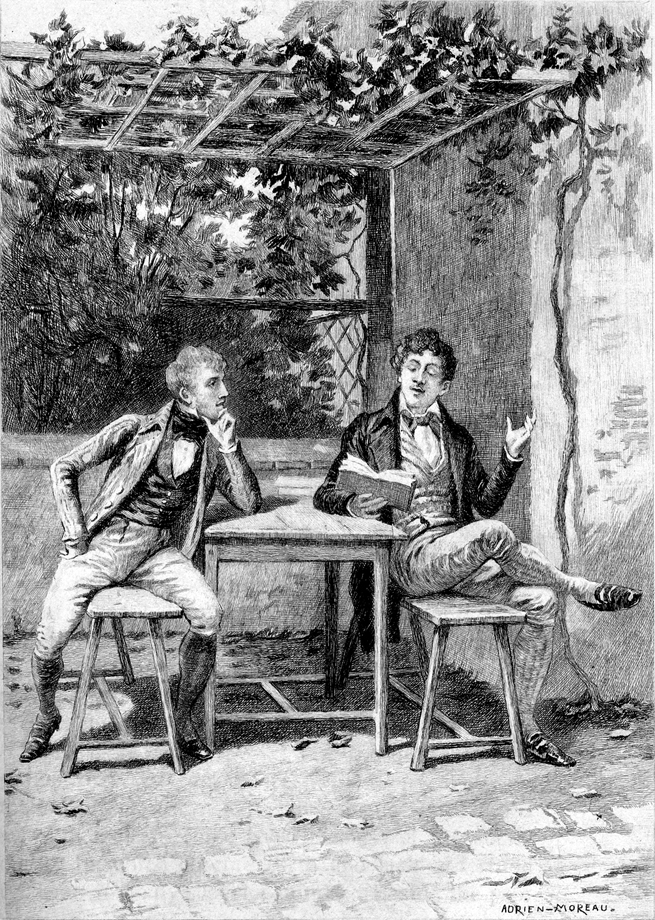
Lucien in compagnia di Daniel d'Arthez

### Eva e David
David, dopo molte prove, è stato in grado di trovare il procedimento che tanto a lungo aveva cercato; ma i suoi concorrenti, i fratelli Cointet, tramando con la complicità di una spia sono riusciti a rovinarlo. David finisce in prigione.
Quando viene a conoscenza di questo nuovo disastro Lucien, che si considera in parte responsabile della rovina, decide di suicidarsi: mentre medita la morte per annegamento, un misterioso abate spagnolo di nome Carlos Herrera glielo impedisce, salvandogli così la vita. Egli poi offre al ragazzo un'amplissima disponibilità economica, oltre al successo e alla vendetta che questi desidera, a patto che gli ubbidisca ciecamente e senza mai discutere.
Lucien accetta il patto, invia quindi la somma necessaria a David perché questi possa uscir di prigione per poi subito dopo partire in direzione di Parigi in compagnia dello strano abate. David riesce a raggiungere un accordo coi fratelli Cointet per lo sfruttamento della propria scoperta, i quali però approfittando della sua ingenuità alla fine glielo sottrarranno del tutto; con la fedele moglie Eva si ritira infine in campagna, nel piccolo villaggio di Marsac, dove trascorrono una vita felice, semplice ma agiata anche grazie alla cospicua eredità giunta alla morte del vecchio Séchard.

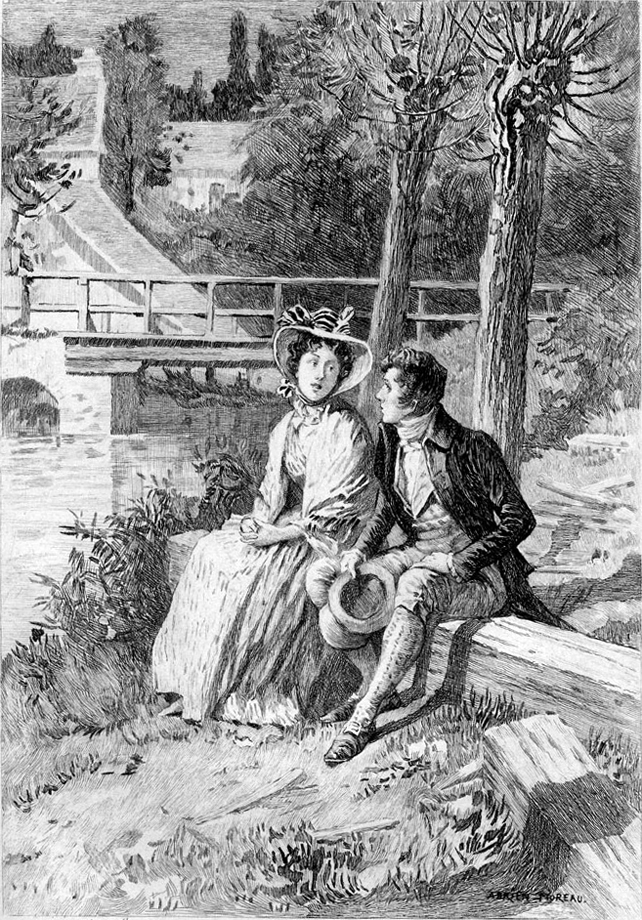
Eva e David Séchard

## Personaggi
- Lucien Chardon/Rubempré
- Eva Chardon
- David Séchard
- Madame Bargeton

### Il cenacolo
- Daniel d'Arthez

uno scrittore povero
- Jean-Jacques Bixiou

un vignettista che rivela la propria vera personalità attraverso una gran saggezza umoristica.
- Horace Bianchion

un medico
- Joseph Bridau

un pittore
- Michel Chrestien

poeta e uomo politico
- Leon Giraud

un filosofo
- Louis Lambert

## Edizioni italiane
- Illusioni perdute, traduzione e note di Maria Grazia Porcelli, Milano, Biblioteca Universale Rizzoli, 1995, ISBN 88-17-17056-9.
- Illusioni perdute, traduzione di Pierfranco Minsenti, Milano, Frassinelli, 1999, ISBN 88-7684-545-3.
- Illusioni perdute, trad. it. A. Micchettoni, Milano, Garzanti Libri, 2008